# Ràjab
Ràjab (àrab: رجب, rajab) és el setè mes del calendari musulmà i té 30 dies. El mot ràjab deriva de rajaba, que significa ‘respectar’. Des l'època preislàmica era un mes especialment apreciat, durant el qual s'oferien sacrificis a les divinitats de la Kaba, i amb l'adveniment de l'islam es considera un mes sagrat on lluitar està prohibit, com durant el mesos de muhàrram, dhu-l-qada i dhu-l-hijja.
El dia 27 d'aquest mes, molts musulmans celebren la Nit del Viatge (Isra i Miraj), en la qual, segons la tradició, el profeta Muhàmmad va visitar els set cels en companyia de l'arcàngel Gabriel. En diversos països islàmics aquesta celebració coincideix amb el dia de la festa nacional.

## Dates assenyalades
- 4 de ràjab del 949 AH, naixement de l'emperador mogol Akbar.
- 7 de ràjab, els xiïtes duodecimams fan festa en memòria de l'imam Mussa al-Kàdhim.
- 13 de ràjab, naixement del primer imam xiïta Alí ibn Abi-Tàlib.
- 18 de ràjab, mort d'Abraham (segons la tradició xiïta).
- 22 de ràjab, els musulmans xiïtes de l'Àsia del sud celebren el Koonday.
- 24 de ràjab, victòria dels musulmans a la campanya de Khàybar.
- 27 de ràjab, celebració de la Nit del Viatge.
- 28 de ràjab del 1342 AH (3 de març de 1924), Mustafa Kemal Atatürk va abolir el califat otomà.

Fonts: